# Love Is All There Is
Pour plus de détails, voir Fiche technique et Distribution.
Love Is All There Is est un film américain réalisé par Joseph Bologna et Renée Taylor, sorti en 1996.

## Fiche technique
- Titre original : Love Is All There Is
- Réalisation : Joseph Bologna et Renée Taylor
- Scénario : Gabriel Bologna, Joseph Bologna, Erik Shapiro, Renée Taylor, William Shakespeare[2]
- Direction artistique : Ellee Wynn-Briscoe
- Chef décorateur : Ron Norsworthy
- Décorateur de plateau : Regina Graves
- Costumes : Dona Granata
- Maquillage : Gina G. Riggi (key makeup artist)
- Photographie : Alan Jones
- Directeur de la photographie :
- Montage : Nicholas Eliopoulos et Dennis M. O'Connor
- Musique : Jeff Beal
- Production : 
  - Producteur : Elliott Kastner
  - Producteur exécutif : George Pappas
  - Coproduction : Broderick Johnson, Tim Kelly, Andrew A. Kosove, Chantal Ribeiro
- Société(s) de production : Cinema 7
- Pays d’origine :  États-Unis
- Année : 1996
- Langue originale : anglais
- Format : couleur – 35 mm – 1,85:1 – stéréo
- Genre : comédie romantique
- Durée : 120 minutes
- Date de sortie : 
  - États-Unis : 10 mai 1996

## Distribution
- Lainie Kazan : Sadie Capomezzo
- Joseph Bologna : Mike Capomezzo
- Barbara Carrera : Maria Malacici
- Renée Taylor : Mona
- William Hickey : Monsignor
- Dick Van Patten : Dr Rodino
- Abe Vigoda : Rudy
- Connie Stevens : Miss Deluca
- Paul Sorvino : Piero Malacici
- Angelina Jolie : Gina Malacici
- Alanna Ubach : Niccolina
- Dominic Chianese : Consul italien
- Joy Behar : Mary
- Nathaniel Marston : Rosario Capomezzo
- Vera Lockwood : Donna